# وینول، اندر
وینول، اندر (به فرانسوی: Vineuil) یک کمون در فرانسه است که در اندر واقع شده‌است. وینول ۴۴٫۴۱ کیلومتر مربع مساحت و ۱٬۱۶۸ نفر جمعیت دارد و ۱۷۵ متر بالاتر از سطح دریا واقع شده‌است.